# Indometacyna
Indometacyna – organiczny związek chemiczny, pochodna kwasu indoilooctowego (zawiera układ indolu). Stosowana jako lek z grupy niesteroidowych leków przeciwzapalnych (NLPZ). Wykorzystywana do leczenia reumatoidalnego zapalenia stawów, jest nieselektywnym inhibitorem cyklooksygenazy (COX1 i COX2), która fizjologicznie występuje w komórkach organizmu. Stosowana także w zamykaniu drożnego przewodu tętniczego.

## Wskazania stosowania
Wskazania kliniczne stosowania indometacyny obejmują:
- Hemikrania napadowa[2] i hemikrania ciągła[3]

- przetrwały przewód tętniczy Botalla
- retinopatia wcześniaków
- zesztywniające zapalenie stawów kręgosłupa
- reumatoidalne zapalenie stawów
- dna moczanowa
- młodzieńcze idiopatyczne zapalenie stawów
- choroba zwyrodnieniowa stawów
- łuszczycowe zapalenie stawów
- chondrokalcynoza
- zapalenie ścięgien
- krioglobulinemia
- zapalenie osierdzia
- kolka nerkowa (ból z powodu kamieni nerkowych)
- gorączki i bóle związane z nowotworami złośliwymi
- ból głowy towarzyszący seksowi[4]

Dostępne preparaty
Indometacyna występuje na polskim rynku w postaciach do użytku wewnętrznego (tabletki) oraz zewnętrznego (krople do oczu, aerozol, maść):
- Elmetacin® aerozol(1%) - but. 50 ml
- Metindol® Retard tabl. o przedł. uwalnianiu(75 mg) - 25 szt.
- Metindol maść(50 mg/g) - tuba 30 g
- Indocollyre® 0,1% krople do oczu, roztwór(1 mg/ml) - but. 5 ml